# Картер, Лоуренс
Лоуренс Картер (англ. Lawrence Carter; 4 апреля 1958, Августе — 7 апреля 2013, там же) — американский боксёр-профессионал, выступавший в тяжёлой весовой категории. Чемпион мира по версии WBF (1993).

## Профессиональная карьера
Дебютировал в марте 1984 года в бою с Милли Принцем, которого нокаутировал в 1 раунде. В апреле 1984 года победил нокаутом во 2 раунде Бобби Коллинза. Выиграл первые 15 боёв, 13 из них нокаутом. В мае в бою за вакантный титул WBC континентальной Америки в тяжелом весе проиграл нокаутом в 12 раунде  Марвину Марку.
В марте 1986 года встретился с Эвереттом Мартином. Мартин победил техническим нокаутом в 7 раунде.
В октябре 1990 года встретился с а Тони Таббсом. Таббс. После 6 раунда Картер отказался от продолжения боя.
В апреле 1991 года проиграл техническим нокаутом в первом раунде Джеймсу Смиту. В декабре того же года победил раздельным решением судей  Майка Диксона.
В октябре 1992 года победил единогласным решением судей Рокки Бентли. В декабре проиграл нокаутом в 3 раунде  Оливеру Макколу.
В январе 1993 года в бою за вакантный титул WBF встретился с Пинклоном Томасом. Картер победил техническим нокаутом в 7 раунде. Томас попал в больницу. У него было диагностировано кровоизлияние в мозг, которое скоро прекратилось. После всего этого Пинклон Томас ушел из бокса. 
В июне того же года проиграл техническим нокаутом в 3 раунде Филу Джексону. В ноябре проиграл техническим нокаутом в 1 раунде Лайнелу Батлеру.
В июле 1996 года победил техническим нокаутом во 2 раунде Тима Сант Клейра. После этого боя Картер ушёл из бокса.